# Comuna Corlăteni, Botoșani
Corlăteni este o comună în județul Botoșani, Moldova, România, formată din satele Carasa, Corlăteni (reședința), Podeni și Vlădeni. Comuna este situată pe malul râului Jijia, în partea de nord a Câmpiei Moldovei la 15 km est de Dorohoi și 28 de km nord de reședința județului, Botoșani.

## Istoric
în 2003, prin Legea nr. 343 s-a desprins din comună, comuna Dimăcheni, având în componență satele Dimăcheni, Mateieni și Recia-Verbia.

## Demografie
Componența etnică a comunei Corlăteni
     Români (90,67%)
     Alte etnii (0,06%)
     Necunoscută (9,27%)
Componența confesională a comunei Corlăteni
     Ortodocși (88,71%)
     Penticostali (1,27%)
     Alte religii (0,58%)
     Necunoscută (9,45%)
Conform recensământului efectuat în 2021, populația comunei Corlăteni se ridică la 1.736 de locuitori, în scădere față de recensământul anterior din 2011, când fuseseră înregistrați 2.211 locuitori. Majoritatea locuitorilor sunt români (90,67%), iar pentru 9,27% nu se cunoaște apartenența etnică. Din punct de vedere confesional, majoritatea locuitorilor sunt ortodocși (88,71%), cu o minoritate de penticostali (1,27%), iar pentru 9,45% nu se cunoaște apartenența confesională.

## Politică și administrație
Comuna Corlăteni este administrată de un primar și un consiliu local compus din 11 consilieri. Primarul, Costel-Cătălin Gavril[*], de la Partidul Social Democrat, este în funcție din 2016. Începând cu alegerile locale din 2024, consiliul local are următoarea componență pe partide politice:
|  | Partid                    | Consilieri | Componența Consiliului | Componența Consiliului | Componența Consiliului | Componența Consiliului | Componența Consiliului | Componența Consiliului | Componența Consiliului | Componența Consiliului | Componența Consiliului |
|  | ------------------------- | ---------- | ---------------------- | ---------------------- | ---------------------- | ---------------------- | ---------------------- | ---------------------- | ---------------------- | ---------------------- | ---------------------- |
|  | Partidul Social Democrat  | 9          |                        |                        |                        |                        |                        |                        |                        |                        |                        |
|  | Partidul Național Liberal | 2          |                        |                        |                        |                        |                        |                        |                        |                        |                        |

## Personalități
- Mărioara Popescu este o canotoare din România, dublu laureată cu aur la Los Angeles 1984 și Atlanta 1996